# San Luis, Comayagua
San Luis är en ort i Honduras.   Den ligger i departementet Departamento de Comayagua, i den centrala delen av landet, 80 km norr om huvudstaden Tegucigalpa. San Luis ligger 719 meter över havet och antalet invånare är 1 967.
Terrängen runt San Luis är huvudsakligen kuperad. San Luis ligger nere i en dal. Runt San Luis är det ganska glesbefolkat, med 34 invånare per kvadratkilometer. Närmaste större samhälle är Minas de Oro, 9,1 km nordost om San Luis.  